# Ann-Sophie Duyck
Ann-Sophie Duyck (Roeselare, 23 luglio 1987) è un'ex ciclista su strada belga.

## Palmarès

### Strada
- 2014 (Autoglas Wetteren-Group Solar, tre vittorie)

Campionati belgi, Prova a cronometro Elite
Erondegemse Pijl
2ª tappa Trophée d'Or féminin (Mehun-sur-Yèvre, cronometro)
- 2015 (Topsport Vlaanderen-ProDuo, due vittorie)

Campionati belgi, Prova a cronometro Elite
Chrono Champenois
- 2016 (Topsport Vlaanderen-Etixx, quattro vittorie)

3ª tappa Gracia-Orlová (Havířov, cronometro)
Ljubljana-Domžale-Ljubljana TT (cronometro)
Campionati belgi, Prova a cronometro Elite
Crono delle Nazioni
- 2017 (Drops Cycling Team, quattro vittorie)

2ª tappa Setmana Ciclista Valenciana (Gandia > Gandia)
Ljubljana-Domžale-Ljubljana TT (cronometro)
Campionati belgi, Prova a cronometro Elite
3ª tappa - parte a Tour de Feminin-O cenu Českého Švýcarska (Krásná Lípa, cronometro)
- 2018 (Cervélo-Bigla Pro Cycling, una vittoria)

Campionati belgi, Prova a cronometro Elite

#### Altri successi
- 2015 (Topsport Vlaanderen-ProDuo)

Prologo Auensteiner-Radsporttage (Abstatt, cronometro)
Prologo Trophée d'Or féminin (Saint-Amand-Montrond, cronometro)

## Piazzamenti

### Grandi Giri
- Giro d'Italia

2012: 66ª
2018: 92ª

### Competizioni mondiali
- Campionati del mondo

Valkenburg 2012 - Cronosquadre: 10ª
Toscana 2013 - Cronosquadre: 14ª
Ponferrada 2014 - Cronometro Elite: 5ª
Ponferrada 2014 - In linea Elite: ritirata
Richmond 2015 - Cronometro Elite: 9ª
Doha 2016 - Cronometro Elite: 8ª
Bergen 2017 - Cronometro Elite: 16ª
Bergen 2017 - In linea Elite: 30ª
Innsbruck 2018 - Cronometro Elite: 28ª
Imola 2020 - Cronometro Elite: 34ª
Imola 2020 - In linea Elite: ritirata
- Giochi olimpici

Rio de Janeiro 2016 - In linea: ritirata
Rio de Janeiro 2016 - Cronometro: 23ª

### Competizioni europee
- Campionati europei

Plumelec 2016 - Cronometro Elite: 6ª
Herning 2017 - Cronometro Elite: 2ª
Herning 2017 - In linea Elite: 63ª
Glasgow 2018 - Cronometro Elite: 9ª
Alkmaar 2019 - Cronometro Elite: 17ª
Trento 2021 - In linea Elite: 13ª
Trento 2021 - In linea Elite: ritirata
- Giochi europei

Baku 2015 - Cronometro: 7ª
Baku 2015 - In linea: 48ª